# 沃尔什滕

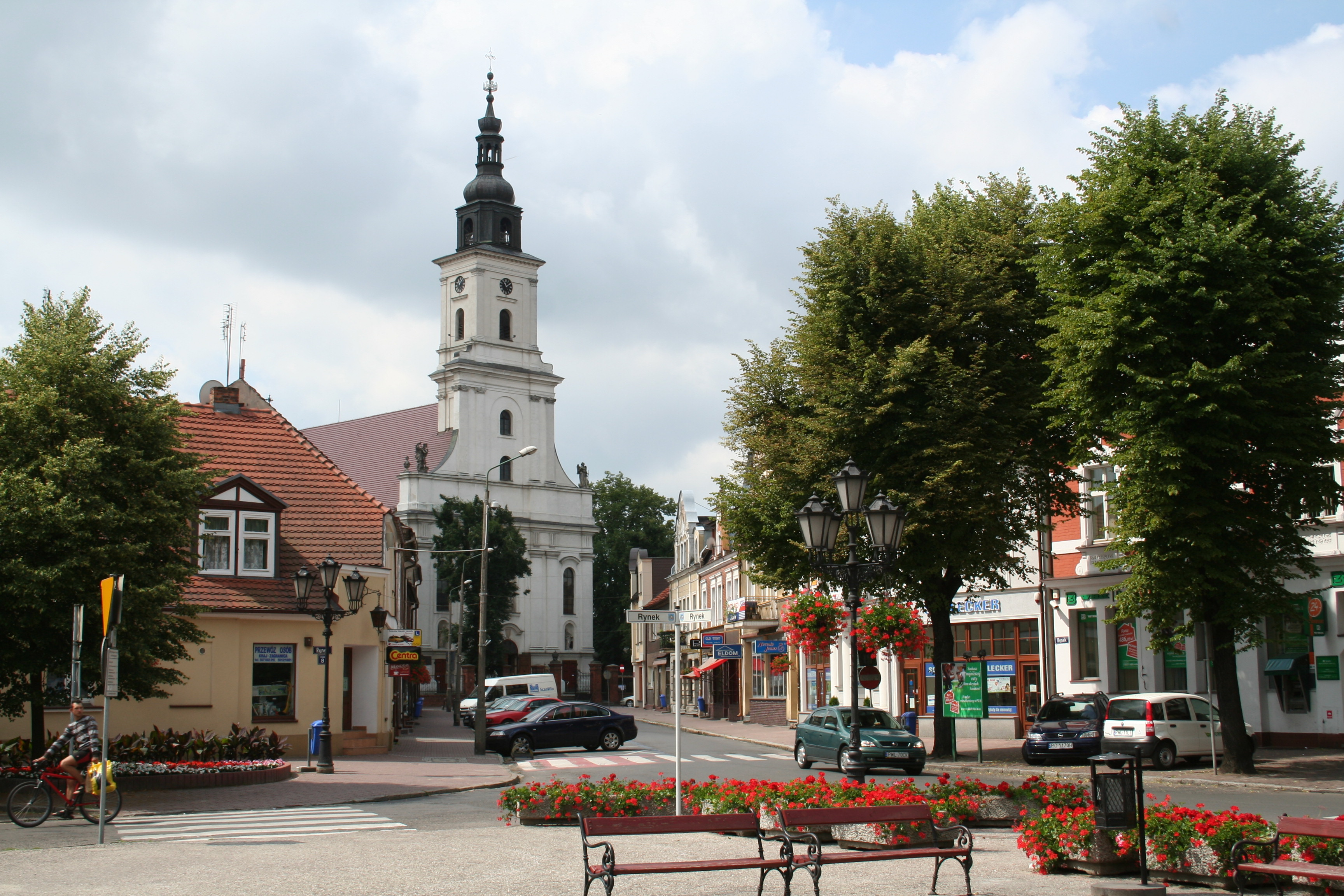
Wolsztyn

沃尔什滕是位于波兰大波兰省中央的一个镇。

## 名人
- 約瑟夫·瑪麗亞·何內-朗斯基：哲學家、數學家

52°07′N 16°07′E / 52.117°N 16.117°E